# Bristol Taurus

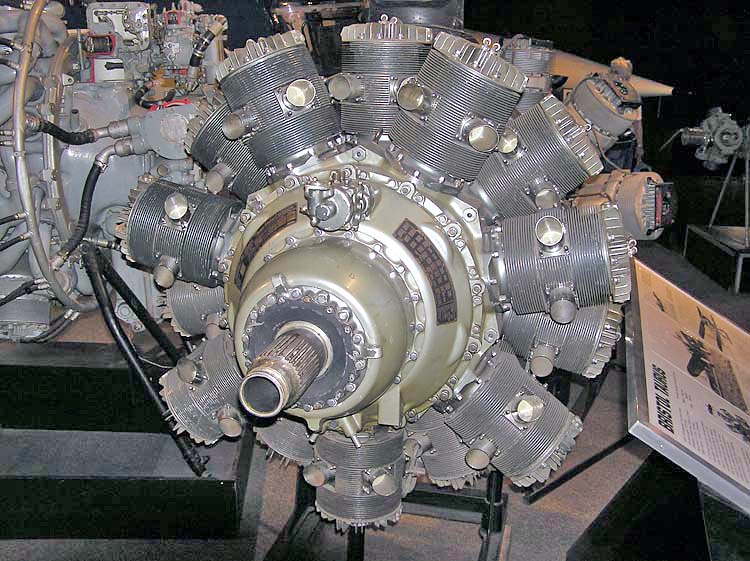
Bristol Taurus

Der Taurus war ein aufgeladener Mehrfachsternmotor mit 14 Zylindern, der von der Bristol Aeroplane Company produziert wurde. Er wurde 1936 als luftgekühlter Flugmotor aus dem bereits vorhandenen siebenzylindrigen Einfachsternmotor Aquila entwickelt, indem ein weiterer 7-Zylinder-Stern hinzugefügt wurde. Der Taurus war somit ein Doppelsternmotor, bei dem der hintere 7-Zylinder-Stern um etwa 26 Grad verdreht war, so dass dessen Zylinder zwischen den vorderen hindurchschauten. So wurde eine ausreichende Luftkühlung aller Zylinder sichergestellt, was bei dem kompakten und leistungsstarken Motor sehr wichtig war. Der Taurus leistete bereits zu Beginn seiner Entwicklung über 1000 PS (750 kW).
Bristol verwendete für den Taurus (aber auch für andere Doppelsternmotoren wie den Hercules und den Centaurus) keine Ventile für den Gasaustausch, sondern eine „Burt-McCollum“-Schiebersteuerung. Dadurch ließen sich höhere Verdichtungsverhältnisse realisieren, der mechanische Wirkungsgrad war höher als bei über Stößel, Stoßstangen und Kipphebeln betätigten hängenden Ventilen, die Kolbentemperatur lag niedriger als bei Zweiventilmotoren und es konnten höhere Drehzahlen erreicht werden, was der Leistung des Motors zugutekam. Einziger Nachteil dieser Bauart war der deutlich höhere Konstruktions- und Fertigungsaufwand.
Eigentlich wollte Bristol in den 1930er-Jahren den Aquila sowie den Bristol Perseus als seine beiden Hauptprodukte bauen und anbieten, doch der rasante Anstieg von Größe und Geschwindigkeit der damaligen Flugzeuge verlangte nach immer größeren und stärkeren Triebwerken. So entwickelte Bristol aus beiden Motoren entsprechende Doppelstern-Varianten – aus dem Aquila wurde der Taurus und aus dem Perseus der Hercules.
Die ersten Taurus-Motoren wurden kurz vor Beginn des Zweiten Weltkrieges ausgeliefert. Sie wurden im eigenen Bristol Beaufort-Torpedobomber eingesetzt. Als dieses Flugzeug später mit dem weit verbreiteten Pratt & Whitney R-1830 Twin Wasp ausgestattet wurde, fiel seine Flugleistung, obwohl der Twin Wasp leichter und stärker war.
Der Taurus kam lediglich einige Jahre im Beaufort zum Einsatz. Der Hercules dagegen fand weite Verbreitung.

## Technische Daten des Taurus II
- Typ: 14-zylindriger, kompressorgeladener Viertakt-Doppelsternmotor mit Luftkühlung und Doppelzündung
- Ventilsteuerung: „Burt-McCollum“-Schiebersteuerung
- Bohrung: 127 mm (5 in)
- Hub: 143 mm (5,625 in)
- Hubraum: 25,36 Liter (1546 cubin)
- Kompression: 7,75 : 1
- Leistung: 1010 PS (743 kW) bei 3220/min (Startleistung) bzw. 1065 PS (783 kW) bei 3220/min (Kurzzeitleistung)
- spez. Leistung: 39,8 PS/l (29,3 kW/l)
- Masse: 590 kg (1.300 lb)
- Leistungsgewicht: 0,584 kg/PS (0,794 kg/kW)
- Benzin: 87 Oktan
- Produktion: etwa 3400 Stück (von 1937 bis 1943)

## Technische Daten des Taurus XII
- Typ: 14-zylindriger, kompressorgeladener Viertakt-Doppelsternmotor mit Luftkühlung und Doppelzündung
- Ventilsteuerung: „Burt-McCollum“-Schiebersteuerung
- Bohrung: 127 mm (5 in)
- Hub: 137 mm (5,4 in)
- Hubraum: 24,30 Liter (1484 cubin)
- Kompression: 7,75 : 1
- Leistung: 1130 PS (831 kW) bei 3100/min
- spez. Leistung: 46,5 PS/l (34,2 kW/l)
- Masse: 590 kg (1300 lb)
- Leistungsgewicht: 0,522 kg/PS (0,710 kg/kW)
- Benzin: 87 Oktan